# Алкаагаш
Алкаагаш (каз. Алқаағаш) — село в районе Шал акына Северо-Казахстанской области Казахстана. Входит в состав Кривощековского сельского округа. Код КАТО — 595639200.

## История
Основано в 1954 г. как центральная усадьба зерносовхоза «Заря».

## Население
В 1999 году население села составляло 359 человек (187 мужчин и 172 женщины). По данным переписи 2009 года, в селе проживало 268 человек (137 мужчин и 131 женщина).